# Horst Glassl
Horst A. Glassl (* 1. Januar 1934 in Silberbach, Tschechoslowakei; † 13. März 2022 in Putzbrunn) war ein deutscher Neuzeithistoriker. Er war Professor für die Geschichte Osteuropas und Südosteuropas an der Ludwig-Maximilians-Universität München. Außerdem war er langjährig Direktor des Ungarischen Instituts München.

## Leben
Glassl wurde 1934 in der tschechoslowakischen Gemeinde Silberbach (tschechisch: Stříbrná) im Erzgebirge unweit der Grenze zu Sachsen geboren. Er wurde 1965 bei Georg Stadtmüller an der Ludwig-Maximilians-Universität München mit der Dissertation Der Mährische Ausgleich zum Dr. phil. promoviert. Ebendort habilitierte er sich 1973 mit der Arbeit Das österreichische Einrichtungswerk in Galizien (1772–1790).
Nach der Verleihung der Venia legendi war er Privatdozent an der Hochschule für Politik München (HfP). Ab 1980 wirkte er bis zu seiner Emeritierung als außerplanmäßiger Professor am Institut für Geschichte Osteuropas und Südosteuropas der Ludwig-Maximilians-Universität München. Ebendort richtete er einen ungarischen Schwerpunkt ein. Außerdem war er ab 1973 stellvertretender und ab 1980 Direktor des Ungarischen Instituts München (UIM). Glassl betreute mehrere Doktoranden; zu seinen Schülern gehören u. a. Isabel Röskau-Rydel, Harald Roth und Norbert Spannenberger.
Glassl forschte und veröffentlichte vor allem zur Geschichte der Habsburgermonarchie. Er war von 1961 bis 1962 Schriftenleiter des Mitteilungsblattes der katholischen Ackermann-Gemeinde und mehrere Jahre für das Sudetendeutsche Archiv in München tätig. Glassl fungierte zudem als Mitherausgeber folgender volkskundlicher Fachzeitschriften: Ungarn-Jahrbuch (Mitwirkung seit 1973), Studia Hungarica und Münchener Zeitschrift für Balkankunde. Darüber hinaus verfasste er den Lexikonartikel zu Rudolf Lodgman von Auen in der Neuen Deutschen Biographie (NDB).
Er war stellvertretender Vorsitzender des Kuratoriums des Osteuropa-Instituts München und Vorsitzender des Hauses der Begegnung in München. Glassl war wissenschaftliches Beiratsmitglied des Instituts für ostdeutsche Kirchen- und Kulturgeschichte (seit 1972), Mitglied der Forschungsstelle für die böhmischen Länder Collegium Carolinum, des Kuratoriums des International Institute for Ethnic-Group Rights and Regionalism (INTEREG) und gehörte dem Bundesvorstand der Ackermann-Gemeinde in München an, deren Trägerverein (e. V.) er von 2005 bis 2016 vorstand.

## Auszeichnungen
- 2002: Gedenkplakette Pro Cultura Hungarica des Ministers für Nationales Kulturerbe der Republik Ungarn[15] (Ansprache durch László Kocsi anlässlich des 40. Jahrestages der Gründung des Ungarischen Instituts München)
- 2009: Goldene Ehrennadel der Ackermann-Gemeinde

## Schriften (Auswahl)

### Monografien
- Der Mährische Ausgleich (= Dissertation, Universität München, 1967). Fides-Verlagsgesellschaft, München 1967.
- Die slovakische Geschichtswissenschaft nach 1945 (= Veröffentlichungen des Osteuropa-Institutes München, Band 37). Harrassowitz, Wiesbaden 1971.
- Das österreichische Einrichtungswerk in Galizien (1772–1790) (= Veröffentlichungen des Osteuropa-Institutes München, Band 41 / Habilitation, Universität München, 1973). Harrassowitz, Wiesbaden 1975.
- Nationale Autonomie im Vielvölkerstaat. Der Mährische Ausgleich (= Schriftenreihe der Sudetendeutschen Stiftung, Heft 1). Sudetendeutsche Stiftung, München 1977.

### Herausgeberschaften
- hrsg.: Der Osten. Anruf und Aufgabe (= Schriftenreihe der Ackermann-Gemeinde, Heft 17). Verlag Pressverein Volksbote, München 1962.
- hrsg. mit Adolf Kunzmann: Politisch-kulturelle Beiträge zur Sudetenfrage (= Schriftenreihe der Ackermann-Gemeinde, Heft 20). Ackermann-Gemeinde, München 1965.
- hrsg. mit Otfrid Pustejovsky: Ein Leben, drei Epochen. Festschrift für Hans Schütz zum 70. Geburtstag.  Ackermann-Gemeinde, München 1971.
- hrsg. mit Peter Bartl: Südosteuropa unter dem Halbmond. Untersuchungen über Geschichte und Kultur der südosteuropäischen Völker während der Türkenzeit. Prof. Georg Stadtmüller zum 65. Geburtstag gewidmet (= Beiträge zur Kenntnis Südosteuropas und des Nahen Orients, Band 16). Trofenik, München 1975, ISBN 3-87828-075-0.
- hrsg. mit Franz Olbert: Gräben und Brücken. Berichte und Beiträge zur Geschichte und Gegenwart Ostmitteleuropas. Festschrift für Ernst Nittner zum 65. Geburtstag (= Veröffentlichungen des Institutum Bohemicum, Band 3). Ackermann-Gemeinde, München 1980.